# Dilşad Çelebi
Dilşad Çelebi Evci (* 4. Juli 1984 in İzmit) ist eine türkische Schauspielerin und Autorin.

## Leben und Karriere
Çelebi wurde am 4. Juli 1984 in İzmit geboren. Ihre Familie väterlicherseits stammt aus Georgien und mütterlicherseits aus Griechenland. Sie studierte an der İstanbul Bilgi Üniversitesi. Danach setzte sie ihr Studium an der İstanbul Teknik Üniversitesi fort. Ihr Debüt gab sie 2008 in der Fernsehserie Derdest. Von 2010 bis 2011 war sie in Gönülçelen zu sehen. Anschließend trat sie 2013 in İntikam auf.
Zwischen 2013 und 2014 spielte Çelebi in Bugünün Saraylısı mit. Außerdem bekam sie 2015 in der Serie Eve Dönüş eine Hauptrolle. 2016 heiratete sie Samet Evci. Unter anderem wurde sie 2018 für die Serie Alija gecastet. 2022 setzte Çelebi ihre Karriere in Hayat Bugün fort. Bisher hat sie die Bücher Yıldızsız Ülke: Şatşat Nereye?, Yıldızsız Ülke II: Kunikul'un Peşinde, Tomris, Bulutların Güneşe Bakan Yanı veröffentlicht.

## Filmografie
Serien
- 2008: Derdest
- 2010–2011: Gönülçelen
- 2011: Seni Bana Yazmışlar
- 2012: Yalan Dünya
- 2013: İntikam
- 2013–2014: Bugünün Saraylısı
- 2014: Urfalıyam Ezelden
- 2015–2016: Eve Dönüş
- 2018: Alija
- 2018–2019: Mehmetçik Kut'ül Amare
- 2022: Hayat Bugün

## Diskografie

### Singles
- 2020: Bir Düş Bırak

## Werke
- 2012: Yıldızsız Ülke: Şatşat Nereye? (Kinderbuch)
- 2014: Yıldızsız Ülke II: Kunikul'un Peşinde (Kinderbuch)
- 2019: Tomris (Roman)
- 2022: Bulutların Güneşe Bakan Yanı (Kinderbuch)